# Myrmeciza
Myrmeciza – monotypowy rodzaj ptaków z rodziny chronkowatych (Thamnophilidae).

## Występowanie
Rodzaj obejmuje jeden gatunek występujący w Ameryce Południowej i Środkowej.

## Systematyka
Isler, Bravo i Brumfield (2013) w swojej rewizji rodzaju Myrmeciza wyłączyli z niego wszystkie gatunki oprócz M. longipes. Autorzy przenieśli gatunek M. atrothorax do osobnego rodzaju Myrmophylax; M. disjuncta – do rodzaju Aprositornis; M. pelzelni – do rodzaju Ammonastes; M. hemimelaena i M. castanea – do rodzaju Sciaphylax; M. loricata, M. ferruginea, M. ruficauda i M. squamosa – do rodzaju Myrmoderus; M. hyperythra – do rodzaju Myrmelastes; M. exsul – do rodzaju Poliocrania; M. griseiceps – do rodzaju Ampelornis; M. berlepschi, M. nigricauda i M. laemosticta – do rodzaju Sipia; M. immaculata, M. fortis i M. zeledoni – do rodzaju Hafferia; a M. melanoceps i M. goeldii – do rodzaju Inundicola. Do rodzaju należy jeden gatunek:
- Myrmeciza longipes – mrowiniec